# Saxifraga nana
Saxifraga nana är en stenbräckeväxtart som beskrevs av Adolf Engler. Saxifraga nana ingår i Bräckesläktet som ingår i familjen stenbräckeväxter. Inga underarter finns listade i Catalogue of Life.